# Pride (In the Name of Love)
 For alternative betydninger, se Pride (flertydig). (Se også artikler, som begynder med Pride (flertydig))
Pride (In the Name of Love) er anden sang på U2's album The Unforgettable Fire fra 1984. Sangen er skrevet som en hyldest til Martin Luther King, Jr..
Nummeret er også udgivet på opsamlingerne The Best of 1980-1990 og U218 Singles.

## Eksterne links
U2.com Arkiveret 30. september 2007 hos  Wayback Machine
- Pride på MusicBrainz